# Gaesischia aurea
Gaesischia aurea är en biart som beskrevs av Urban 1968. Gaesischia aurea ingår i släktet Gaesischia och familjen långtungebin. Inga underarter finns listade i Catalogue of Life.